# 世にも美しい文語入門
世にも美しい文語入門（よにもうつくしいぶんごにゅうもん）は、愛甲次郎の著書。

## 概要
2008年1月に海竜社から発刊。全3章。趣旨は斉藤孝の「声に出して読みたい日本語」に類するもので、内容は大きく1,2章と3章に分けられる。1章は文語体に関する略述、2章は文語体の賛美、3章は文語体の文章の引用からなる。

## 参考書籍
- 愛甲次郎『世にも美しい文語入門』海竜社、2008年。ISBN 9784759310009。 NCID BA85023176。